# Jatipurwo (Jatipurno)
Jatipurwo is een bestuurslaag in het regentschap Wonogiri van de provincie Midden-Java, Indonesië. Jatipurwo telt 2725 inwoners (volkstelling 2010).